# André Beautemps
Pour les articles homonymes, voir Beautemps.
André Beautemps, né le 16 avril 1948 à Waudrez dans le Hainaut et mort le 14 avril 1978 à Binche dans le Hainaut, est un dessinateur réaliste et scénariste belge de bande dessinée. Sa principale série est Michaël Logan, publiée dans Le Journal de Tintin puis en albums ; sa mort prématurée met fin à la série.

## Biographie
Originaire du Hainaut, André Beautemps suit les cours de l'Académie de Mons, puis ceux de l'Académie des beaux-arts de Binche. Il étudie ensuite brièvement à l'Institut Saint-Luc de Bruxelles, recevant les cours d'Eddy Paape, se rebellant contre ce dernier assumant l'influence de Jijé, il poursuit sa formation en autodidacte.
André Beautemps est en 1971 le lauréat du grand prix du Lombard décerné par un jury composé de Franquin, Hugo Pratt, Jean-Michel Charlier, Greg, Morris, Claude Moliterni et Paul Damblon en décembre 1971. Cette réussite lui permet d'entrer au Journal de Tintin,.
Il crée en 1972 pour Tintin le personnage et la série d'aviation de Michaël Logan. Il en assure d'abord seul le dessin et les scénarios, puis reçoit l'aide du scénariste Jean Van Hamme pour la suite : par manque d'imagination au cours de l'épisode Le Pays sous l'horizon, il laisse alors les scénarios à Van Hamme, et continue les dessins de la série.
En 1975, sur un scénario d'Henri Vernes, il dessine Le 7e Univers, seul épisode de la série fantastique Karga se déroulant dans une atmosphère cauchemardesque convenant à son tempérament tourmenté, la prépublication se fait, elle aussi, dans le journal Tintin, l'album est publié de manière posthume dans la collection « Phylactère » des éditions du Lombard avec une couverture réalisée par Marc-Renier en 1986.
Beautemps meurt des suites du mal qu'il l'avait déjà atteint pendant la réalisation de Karga, le 14 avril 1978, à l'âge de vingt-neuf ans, en laissant inachevé Le Moineau déchaîné, sixième et dernier épisode de Michaël Logan.
Hermann et Dany lui rendent hommage en 1979 en réalisant respectivement les couvertures des troisième et quatrième albums de sa série emblématique édités par Jean-Paul Thaulez en 1979.

## Publications

### Albums de bande dessinée

#### Michaël Logan
- 1. La Fleur blanche, éditions du Lombard, coll. « Vedette » no 35, Bruxelles, 1975
Scénario et dessin : André Beautemps - Couleurs : quadrichromie
- 2. Le Pays sous l'horizon, éditions du Lombard, coll. « Vedette » no 42, Bruxelles, 1976
Scénario et dessin : André Beautemps - Couleurs : quadrichromie
- 3. Tengku Tarawak, Jean-Paul Thaulez éditeur, 1979
Scénario : Jean Van Hamme - Dessin : André Beautemps - Couleurs : noir et blanc,Couverture réalisée par Dany.
- 4. Celui qui allait mourir, Jean-Paul Thaulez éditeur, 1979
Scénario : Jean Van Hamme - Dessin : André Beautemps - Couleurs : noir et blanc,Couverture réalisée par Hermann.
- 5. Elfaniël, Éditions du Miroir, Louvain-la-Neuve, 1979
Scénario : Jean Van Hamme - Dessin : André Beautemps - Couleurs : Marc-Renier -  (ISBN 2871420068),Couverture et la page de garde réalisées par Marc-Renier.

#### Karga
- Le 7e Univers[11], éditions du Lombard, coll. « Phylactère », Bruxelles, janvier 2006
Scénario : Henri Vernes - Dessin : André Beautemps - Couleurs : quadrichromie -  (ISBN 2-8036-0544-9),Couverture réalisée par Marc-Renier.
- Le 7e Univers, Éditions du Tiroir, Braine-l'Alleud, 6 octobre 2023
Scénario : Henri Vernes - Dessin : André Beautemps - Couleurs : noir et blanc -  (ISBN 9782931027936),Réédition en fac-similé des planches originales d'André Beautemps.

### Journaux et revues
- Michaël Logan : Le Trésor dans Tintin Sélection no 20 de 1973[8].
- Michaël Logan : L'Intrus dans Tintin Sélection no 21 de 1973.

### Collections publiques
3 œuvres de cet artiste sont conservées au Centre belge de la bande dessinée et font partie du patrimoine mobilier de la région Bruxelles-Capitale.

#### Livres
: document utilisé comme source pour la rédaction de cet article.
- Henri Filippini, Dictionnaire de la bande dessinée, Paris, Bordas, 1989, 731 p., ill. ; 27 cm (ISBN 2-04-018455-4, OCLC 1244909550, BNF 35065653, présentation en ligne), p. 585.
- Jean-Louis Lechat, Un demi-siècle d’aventures t. 2 : 1970 - 1996, Bruxelles, Le Lombard, 5 décembre 1996, 224 p., ill. ; 31 cm (ISBN 280361233X, OCLC 37995939, BNF 37539082, présentation en ligne), p. 17, 24, 37, 51, 65. .
- Jean Pirotte (dir.) et Luc Courtois, Du régional à l'universel. : L'imaginaire wallon dans la bande dessinée., Louvain-la-Neuve, Fondation wallonne Pierre-Marie et Jean-François Humblet, 1999, 310 p. (ISBN 978-2-9600072-3-7 et 2960007239, OCLC 1075833932), p. 205 lire sur Google Livres
- Patrick Gaumer, « Beautemps, André », dans Dictionnaire mondial de la BD, Paris, Larousse, 2010, 953 p., ill. ; 27 cm (ISBN 978-2-0358-4331-9 et 2-0358-4331-6, OCLC 920924930, présentation en ligne), p. 66. .

#### Périodiques
- Jean-Pol Stercq, « La Galerie-photo de Tintin », Tintin, Le Lombard, no 27,‎ 1974.
- « Illustrations inédites », L'Inédit, Andenne, La Grande Ourse ASBL, no 15,‎ 2003.